# الائمه الاثنی عشر
الشذرات الذهبیه فی تراجم الائمة الاثنی عشر عند الامامیة که به نام الشذور الذهبیه هم خوانده می‌شود اثر ابن طولون است. وی در این کتاب شرح زندگی امامان دوازده‌گانهٔ شیعه را می‌آورد. صلاح‌الدین منجد این کتاب را با عنوان الائمة الاثنی عشر با ۳۵ صفحه مقدمه در سال ۱۹۵۸ در بیروت به چاپ رساند.